# Гавриловское сельское поселение (Сасовский район)
Гаври́ловское се́льское поселе́ние — муниципальное образование в Сасовском районе Рязанской области России.

## История
Образовано в результате муниципальной реформы 2006 г. в результате объединения существовавших ранее на данной территории двух сельских округов — Гавриловского (центр Гавриловское) и Любовниковского (центр Любовниково) — с возложением административного управления на село Гавриловское.

## Население
| 2010  | 2012  | 2013  | 2014  | 2015  | 2016  | 2017  |
| ----- | ----- | ----- | ----- | ----- | ----- | ----- |
| 1304  | ↘1289 | ↗1292 | ↘1291 | ↘1248 | ↗1268 | ↘1252 |
| 2018  | 2019  | 2020  | 2021  |       |       |       |
| ↘1239 | ↘1227 | ↘1193 | ↗1336 |       |       |       |

## Административное устройство
Образование и административное устройство сельского поселения определяются законом Рязанской области от 07.10.2004 № 96-ОЗ.
Границы сельского поселения определяются законом Рязанской области от 08.12.2008 № 189-ОЗ.
С 01.03.2009 по 14.09.2014 главой поселения была Гришаева Нина Ивановна.

## Населённые пункты
В состав сельского поселения входят 6 населённых пунктов:
| Населённый пункт | Статус  | Население, человек | Год  | % от населения поселения | Расстояние до центра поселения, км | Расстояние до райцентра, км | Примечание |
| ---------------- | ------- | ------------------ | ---- | ------------------------ | ---------------------------------- | --------------------------- | ---------- |
| Гавриловское     | село    | 454                | 2010 | 34                       | —                                  | 12                          |            |
| Елизаветовка     | деревня | 15                 | 2010 | 1.1                      | 8                                  | 17                          |            |
| Любовниково      | село    | 507                | 2010 | 37.9                     | 7                                  | 15                          |            |
| Рогожка          | село    | 8                  | 2010 | 0.6                      | 4                                  | 13                          |            |
| Русановка        | деревня | 18                 | 2010 | 1.3                      | 13                                 | 22                          |            |
| Фроловское       | село    | 302                | 2010 | 22.6                     | 6                                  | 7                           |            |